# سامي فريد
سامي فريد هو كاتب صحفي، مصري، ساخر، معاصر ولد بإمبابة، القاهرة. وهو خريج كلية الأداب قسم اللغة الإنجليزية.

## علاقته بيحيى حقي
توتطد علاقتهما في أوائل الستينيات عندما عُين سامي فريد بهيئة الاستعلامات في إدارة المجلات بعد رفض تعيينه كمذيع بالتليفزيون. ظل لفترة طويلة بلا عمل لأننه لم يكن يعلم أين تقع بالضبط إدارة المجلات إلى أن اكتشف مكانها بالمصادفة ويومها قالوا له إننه سوف يعمل مع يحيى حقي. سألنه في هذا اليوم عما إذا كان يحب اللغة العربية فأجابه بنعم فسألنه عن مؤهلى الدراسى فقال له ليسانس آداب قسم انجليزى. فاندهش قليلا ثم عاود سؤاله عن الأدباء الذين قرأ لهم فسردت له كل الأسماء الأدبية الموجودة في الساحة ما عدا اسمه هو فضحك وقال «طب وأنا؟» فقلت له نعم قرأت رواية قنديل أم هاشم مع أنه لم يكن قرأها ولكنه قرأ نقدًا عنها فإذا به يسألنه عن رأيه في علاقة التعاطف بين المؤلف والبطل فقال له إننى لم يلحظها فاندهش بشدة وقال له إن أي رواية لابد وأن يكون هناك تعاطف وعلاقة ما بين البطل والمؤلف.يقول سامي فريد عن هذا اليوم:
| سامي فريد | المهم أنه يومها أعطانى مفتاح شقة اسمها مجلة المجلة وقال لى تعالى غدا في الحادية عشر صباحا لنبدأ العمل وكانت هذه هى بداية الحياة الجديدة. | سامي فريد |

## أعماله
- مسرحية اقفل يا سمسم
- رواية نجف بنور[2]
- مقالات مجمعة مذكرات زوج سعيد جدًا
- الرجال لا يعرفون الأه.
- مسرحية سهراية مصرية.
- أحلام فتاة الكومبارس،[3] وغيرهم.

## إقرا أيضًا
- سامي فريد يروي قصة قصداقته بيحيى حقي- جريدة الأهرام نسخة محفوظة 25 مارس 2014 على موقع واي باك مشين.
- سامى فريد مسرحية قصيرة تحت مسمى «سهراية مصرية» - جريدة الأهرام
- سامى فريد: توضيب الأهرام بدأ بـ"الرخامة" وانتهى على الشاشة- الأهرام اليومي
- إعادة افتتاح صالون «الأربعاء» لطه حسين
- قنديل يحيي حقي في أمسية-الأهرام المسائي
- قنديل يحيي حقي" بقصر بشتاك و"صلاح جاهين" بطلعت حرب
- سامي فريد يناقش رواية ثعالب في الدفروسوار
- سامي فريد في ندوة بعنوان الطلاق مرض العصر
- نجف بنور..جريدة الأهرام نسخة محفوظة 25 مارس 2014 على موقع واي باك مشين.
- سامي فريد عضوًا للجنة الفحص النهائية في مسابقة القصة القصيرة
- بهاء جاهين يكتب: سامي فريد الكاتب الصحفي ذوالحكي الممتع والقلم المرهف - الأهرام نسخة محفوظة 25 مارس 2014 على موقع واي باك مشين.
- صفحة الكاتب على الفيسبوك.